# Unidad periférica de Ceos-Citnos
Ceos-Citnos (en griego: Περιφερειακή ενότητα Κέας-Κύθνου) es una de las unidades periféricas de Grecia. Es parte de la periferia del Egeo Meridional. La unidad regional abarca las islas de Ceos, Citnos, Makrónisos y varias islas más pequeñas del mar Egeo.

## Administración
Como parte de la reforma gubernamental de 2011, la unidad periférica de Ceos-Citnos fue creada a partir de una parte de la antigua Prefectura de las Cícladas. Se subdivide en 2 municipios, numerados a partir de la imagen de la derecha.
- Ceos (8)
- Citnos (10)